# Alex Funke
Alex Funke (* 12. Oktober 1944 in Santa Barbara, Kalifornien, USA) ist ein US-amerikanischer Spezialeffektkünstler.

## Leben
Zunächst studierte Alex Funke einige Jahre Biochemie, wechselte dann aber in den frühen 1960er-Jahren an die UCLA Film School. Danach arbeitete er für elf Jahre mit Charles und Ray Eames. Das wohl bekannteste Projekt aus dieser Periode ist der Kurzfilm Zehn Hoch. Danach war er bei Kampfstern Galactica an der Erstellung der Miniaturaufnahmen beteiligt. Ab dem Jahre 2001 machte er vor allem durch seine Mitwirkung an der Herr-der-Ringe-Trilogie auf sich aufmerksam, die ihm unter anderem zwei Oscars in der Kategorie Beste visuelle Effekte einbrachte.
Neben seiner eigentlichen Tätigkeit in Filmproduktionen war Funke auch zwischenzeitlich als Dozent an der UCLA und der Loyola Marymount University tätig und hielt Gastvorlesungen in Italien und Norwegen.
Alex Funke ist verheiratet und hat fünf Kinder.

## Nominierungen und Auszeichnungen
- 1991: Special Achievement Award zusammen mit Eric Brevig, Rob Bottin und Tim McGovern für Die totale Erinnerung – Total Recall
- 2002: British Academy Film Award in der Kategorie Beste visuelle Effekte für Der Herr der Ringe: Die Gefährten
- 2002: Satellite Award – Beste Visuelle Effekte zusammen mit Jim Rygiel, Joe Letteri und Randall William Cook für Der Herr der Ringe: Die Gefährten
- 2003: Oscar in der Kategorie Beste visuelle Effekte für Der Herr der Ringe: Die zwei Türme
- 2003: British Academy Film Award in der Kategorie Beste visuelle Effekte für Der Herr der Ringe: Die zwei Türme
- 2003: Sierra Award in der Kategorie Best Visual Effects für Der Herr der Ringe: Die zwei Türme
- 2003: Nominierung Satellite Award – Beste Visuelle Effekte für Der Herr der Ringe: Die zwei Türme
- 2003: VES Award in der Kategorie Best Visual Effects Photography in a Motion Picture für Der Herr der Ringe: Die zwei Türme
- 2003: VES Award in der Kategorie Best Visual Effects in an Effects Driven Motion Picture für Der Herr der Ringe: Die zwei Türme
- 2004: Oscar in der Kategorie Beste visuelle Effekte für Der Herr der Ringe: Die Rückkehr des Königs
- 2004: British Academy Film Award in der Kategorie Beste visuelle Effekte für Der Herr der Ringe: Die Rückkehr des Königs
- 2004: Saturn Award in der Kategorie Beste Spezialeffekte für Der Herr der Ringe: Die Rückkehr des Königs
- 2004: PFCS Award in der Kategorie Best Visual Effects für Der Herr der Ringe: Die Rückkehr des Königs

## Filmografie
- 1969: Tops
- 1970: The Black Ships
- 1973: Blutbad des Schreckens (Scream Bloody Murder) (Schnitt)
- 1977: Zehn Hoch
- 1978: Kampfstern Galactica
- 1979: Buck Rogers
- 1981: Heavy Metal
- 1988: Der Blob
- 1989: Abyss – Abgrund des Todes
- 1990: Die totale Erinnerung – Total Recall
- 1991: Grand Canyon – Im Herzen der Stadt
- 1992: Freejack – Geisel der Zukunft
- 1992: Der Rasenmähermann
- 1994: Avalanche – Geisel im Schnee
- 1994: Mystery Lodge
- 1995: Der Indianer im Küchenschrank
- 1995: Waterworld
- 1996: Einsame Entscheidung
- 1996: Der Rasenmäher-Mann 2 – Beyond Cyberspace
- 1997: Starship Troopers
- 1998: Spiel auf Zeit
- 1998: Mein großer Freund Joe
- 1999: Mystery Men
- 2001: Der Herr der Ringe: Die Gefährten
- 2002: Der Herr der Ringe: Die zwei Türme
- 2003: Der Herr der Ringe: Die Rückkehr des Königs
- 2005: King Kong
- 2008: Die Chroniken von Narnia: Prinz Kaspian von Narnia